# Osiny (powiat miński)
Osiny – wieś  w Polsce położona w województwie mazowieckim, w powiecie mińskim, w gminie Mińsk Mazowiecki Leży na wschód od miasta. Razem z Kolonią Janów tworzy sołectwo o nazwie Osiny Wieś.
Wieś wchodzi w skład sołectwa Osiny i Kolonia Janów.
Wieś szlachecka położona była w drugiej połowie XVI wieku w powiecie garwolińskim ziemi czerskiej województwa mazowieckiego. W latach 1975–1998 miejscowość należała administracyjnie do województwa siedleckiego.
Wierni Kościoła rzymskokatolickiego należą do parafii cywilno-wojskowej św. Michała Archanioła w Mińsku Mazowieckim.